# Survivants : Anomalies quantiques
Pour les articles homonymes, voir Survivants.
Survivants : Anomalies quantiques est une série de bande dessinée de science-fiction créée par l'auteur brésilien Léo et publiée par Dargaud entre 2011 et 2017.
Ses cinq albums forment le quatrième cycle des Mondes d'Aldébaran, tout en mettant en scène des personnages différents des trois premiers cycles.

## Albums publiés
- Survivants : Anomalies quantiques, Dargaud :

1. Épisode 1, 2011  (ISBN 9782205065244)[1],[2],[3],[4].
2. Épisode 2, 2012  (ISBN 9782205069969)[5].
3. Épisode 3, 2014  (ISBN 9782205071351)[6],[7].
4. Épisode 4, 2016  (ISBN 9782205075090)[8],[9].
5. Épisode 5, 2017  (ISBN 9782205076660)[10],[11].

- Survivants : Anomalies quantiques : L'Intégrale, Dargaud, 2019  (ISBN 9782205079630).